# Gregor Cvijič
Gregor Cvijič, slovenski rokometaš, * 26. marec 1972, Ljubljana.
Cvijič je za Slovenijo nastopil na Poletnih olimpijskih igrah 2000 v Sydneyju, kjer je z reprezentanco osvojil osmo mesto.